# 1932 en arts plastiques
| Années des arts plastiques : 1929 - 1930 - 1931 - 1932 - 1933 - 1934 - 1935    |
| Décennies des arts plastiques : 1900 - 1910 - 1920 - 1930 - 1940 - 1950 - 1960 |

Cette page concerne l'année 1932 en arts plastiques.

## Œuvres
- Frida Kahlo, Autoportrait à la frontière du Mexique et des États-Unis, huile sur métal

## Naissances
- 1er janvier :
  - Ivan Kirkov, peintre et illustrateur bulgare († 19 septembre 2010),
  - Suat Yalaz, dessinateur turc de bande dessinée († 2 mars 2020),
- 12 janvier : Bernard Kagane, peintre et illustrateur français († 10 janvier 2008),
- 21 janvier :
  - Raymond Biaussat, peintre français († 13 mai 2021),
  - Fernando Vega, peintre péruvien († 26 novembre 1965),
- 23 janvier : Michel Moy, peintre français († 14 mai 2007),
- 24 janvier : Guy Vignoht, peintre, écrivain et critique d'art français († 6 septembre 2010),
- 10 février : Atsuko Tanaka, artiste contemporaine japonaise († 3 décembre 2005),
- 28 février : Jean-Claude Latil, peintre et graveur français († 19 mai 2007),
- 21 mars : Jan Vakowskaï, peintre français († 14 janvier 2006),
- 26 mars : Ion Nicodim, plasticien et peintre roumain († 15 mars 2007),
- 19 avril : Fernando Botero, peintre et sculpteur colombien,
- 9 mai : Pierre Sulmon, sculpteur et peintre français († 14 janvier 2008),
- 16 mai : Herman Gordijn, peintre et graphiste néerlandais († 25 mai 2017),
- 23 mai : Raymond Humbert, peintre français († 24 septembre 1990),
- 26 mai : René Quéré, peintre, illustrateur, céramiste, peintre-verrier et enseignant français († 16 août 2021),
- 30 mai : Jacques Courboulès, peintre français († 2003),
- 17 juin : Sabin Bălaşa, peintre et réalisateur de cinéma d'animation roumain († 1er avril 2008),
- 18 juin : Pierre-Marie Rudelle, peintre français († 28 décembre 2015),
- 29 juin : Pál Deim, peintre, sculpteur et lithographe hongrois († 9 mai 2016),
- 3 juillet : Sir L., peintre, dessinateur, pastelliste et lithographe français († 17 octobre 2019),
- 8 juillet : Henri Maccheroni, peintre, photographe et graveur français († 25 mai 2016),
- 13 juillet : Hugo Demarco, peintre argentin († 28 novembre 1995),
- 18 juillet : Jean-Pierre Hamonet, peintre français († 25 novembre 2007),
- 19 juillet :
  - Erró, artiste postmoderne islandais,
  - Rudolf Fila, peintre tchécoslovaque puis slovaque († 11 février 2015),
- 8 juillet : Henri Maccheroni, peintre français († 25 mai 2016),
- 20 juillet : Nam June Paik, artiste américain d'origine sud-coréenne († 29 janvier 2006),
- 21 juillet : Jean-Claude Loutsch, médecin ophthalmologue, historien, héraldiste, généalogiste et peintre héraldiste luxembourgeois († 24 juillet 2002),
- 28 juillet : Natalie Babbitt, illustratrice américaine († 31 octobre 2016),
- 6 août : Howard Hodgkin, peintre et graveur britannique († 9 mars 2017),
- 7 août : Rien Poortvliet, illustrateur et peintre néerlandais († 15 septembre 1995),
- 9 août : Serge Guillou,  peintre français († 15 août 2016),
- 12 août : Jürg Kreienbühl, peintre et graveur suisse et français († 30 octobre 2007),
- 21 août : Menashe Kadishman, plasticien, sculpteur et peintre israélien († 8 mai 2015),
- 26 août : Peter Dreher, peintre allemand († 20 février 2020),
- 28 août : Mohamed Hamri, peintre marocain († 29 août 2000),
- 8 septembre : Albert Poulain, dessinateur, chanteur et conteur français († 6 octobre 2015),
- 30 septembre : Nathalie Chabrier, peintre et lithographe française,
- 3 octobre : Gérard Roland, peintren français († 17 octobre 2012),
- 7 octobre : Rémy Lejeune, dessinateur, graveur et peintre français († 17 juillet 1996),
- 11 octobre : Maurice Ardouin, peintre et dessinateur français († 23 mai 1999),
- 14 octobre : Wolf Vostell, artiste allemand,
- 17 octobre : Lalita Lajmi, peintre indienne († 13 février 2023),
- 9 novembre : Alexandre Bonnier, peintre, sculpteur, créateur d'installations et graveur français († 9 août 1992),
- 11 novembre : Alfred Defossez, peintre et lithographe français,
- 25 novembre : Pierre Célice, peintre français († 5 avril 2019),
- 21 décembre : Werner Otto Leuenberger, peintre, illustrateur, graphiste et sculpteur suisse († 11 avril 2009),
- 29 décembre : Michel Perrin, peintre français († 11 octobre 2001),
- ? :
  - Alantar, peintre abstrait turc et français († 9 janvier 2014),
  - Rafic Charaf, peintre libanais († 2003),
  - Gorō Kumagai, peintre et graveur japonais,
  - Tadaaki Kuwayama, peintre japonais,
  - Kihara Yasuyuri, peintre japonais.

## Décès
- 2 janvier : James Doyle Penrose, peintre irlandais (° 9 mai 1862),
- 9 janvier : Amédée Dubois de La Patellière, peintre français (° 5 juillet 1890),
- 24 janvier : Roman Jarosz, peintre polonais (° 1887),
- 29 janvier : Pierre Carrier-Belleuse, peintre français (° 28 janvier 1851),
- 6 février :
  - Hermann Ottomar Herzog, peintre allemand (° 15 novembre 1832),
  - Armand Point, peintre français (° 23 mars 1861),
- 16 février : Paul Henri Simons, peintre français (° 27 mars 1865),
- 2 mars : Charles Barbantan, peintre français (° 22 septembre 1845),
- 5 mars : Johan Thorn Prikker, peintre, sculpteur, designer, céramiste, vitrailliste, professeur d'université, artiste graphique et artiste textile néerlandais (° 6 juin 1868),
- 11 mars : Dora Carrington, peintre et décoratrice britannique (° 29 mars 1893),
- 23 avril :
  - Giovanni Cingolani, peintre et restaurateur artistique italien (° 1859),
  - Jean-Pierre Laurens, peintre français (° 18 mars 1875),
- 25 avril : Albert Rigolot, peintre français (° 28 novembre 1862),
- 28 avril : Charles Wislin, peintre français (° 1852).
- 12 mai : Jules Alex Patrouillard Degrave, peintre français (° 25 avril 1844),
- 18 mai : Ernest Marché, peintre paysagiste et conservateur de musée français (° 14 septembre 1864),
- 19 mai : Louis Prat, peintre et graveur français (° 19 février 1879),
- 28 mai : Jacqueline Marval, peintre française (° 19 octobre 1866),
- 29 mai : Emma Nallet-Poussin, peintre et sculptrice française (° 17 août 1853),
- 9 juin :
  - Émile Friant, peintre et graveur français (° 16 avril 1863),
  - Jules Ernest Renoux, peintre français (° 5 mai 1863),
- 14 juin :
  - Adolf Hering, peintre et illustrateur allemand (° 7 décembre 1863),
  - Nicolae Vermont, peintre roumain (° 10 octobre 1866),
- 25 juin : David Dellepiane, peintre et lithographe français (° 16 octobre 1866),
- 3 juillet : Joseph Eysséric, peintre français (° 20 novembre 1860),
- 13 juillet : Alice Barber Stephens, peintre, graveuse et illustratrice américaine (° 1er juin 1858),
- 6 juillet : Henry Perrault, peintre français (° 13 avril 1867),
- 14 juillet : Carl Felber, peintre helvético-allemand (° 21 septembre 1880),
- 16 juillet : Lucien Métivet, peintre, affichiste et illustrateur français (° 19 janvier 1863),
- 18 juillet : Marius Bauer, peintre, lithographe et graveur néerlandais (° 25 janvier 1867),
- 19 août : Louis Anquetin, peintre, dessinateur et aquarelliste français (° 26 janvier 1861),
- 15 septembre : Charles-Louis-Eugène Signoret, peintre français (° 19 juillet 1867),
- 20 septembre : Max Slevogt, peintre, graphiste et dessinateur allemand (° 8 octobre 1868),
- 21 septembre : Renaud de Vezins, peintre, graveur et homme politique français (° 11 juillet 1882),
- 23 septembre : Jules Chéret, peintre et lithographe français (° 1er juin 1836),
- 28 septembre : Emil Orlik, peintre, graveur, lithographe et illustrateur austro-hongrois puis allemand (° 21 juillet 1870),
- ? septembre : Valentin Sellier, peintre français (° 2 février 1872),
- 3 octobre : Giulio Aristide Sartorio, peintre italien (° 11 février 1860),
- 5 octobre : William Jelley, peintre, sculpteur, poète et architecte belge (° 16 octobre 1856),
- 12 octobre : Germain David-Nillet, peintre de genre français (° 4 décembre 1861),
- 14 octobre : Katherine Plunket, illustratrice et peintre anglo-irlandaise (° 22 novembre 1820),
- 23 octobre : Daniel Hernández, peintre péruvien (° 1er août 1856),
- 29 octobre : Rodolphe d'Erlanger, peintre et musicologue britannique (° 7 juin 1872),
- 31 octobre : Arturo Ferrari, peintre italien (° 26 janvier 1861),
- 1er novembre : Tadeusz Makowski, peintre polonais (° 21 janvier 1882),
- 3 novembre : André Mare, décorateur, architecte d’intérieur et peintre français (° 31 janvier 1885),
- 17 novembre : Albert Bettannier, peintre français (° 12 août 1851),
- 29 novembre : Emilio Longoni, peintre italien (° 9 juillet 1859),
- 13 décembre : Georgios Jakobides, peintre grec (° 11 janvier 1853),
- 15 décembre : Petrus Johannes Arendzen, graveur, dessinateur et peintre néerlandais (° 23 octobre 1846),
- 19 décembre : Johan Krouthén, peintre suédois (° 2 novembre 1858),
- 24 décembre : Géo Dupuis, peintre, illustrateur et graveur français (° 21 janvier 1874),
- 25 décembre : Ivan Bogdanov, peintre de  genre russe puis soviétique (° 29 août 1855),
- 26 décembre : Georges Tardif, peintre français (° 16 février 1864),
- 28 décembre : Patrick Bakker, peintre et dessinateur néerlandais (° 12 novembre 1910),
- ? :
  - Charles-Julien Clément, peintre et graveur sur bois français (° 1er octobre 1868),
  - Napoleone Parisani, peintre italien (° 1854).